# American Folk Blues Festival
El American Folk Blues Festival fue un festival de música itinerante que se celebró en distintas localizaciones de Europa de forma anual y que tuvo su primera edición en 1962. El objetivo del festival era llevar la música blues a la audiencia europea a través de los más importantes intérpretes del momento, como Muddy Waters, Howlin' Wolf, John Lee Hooker o Sonny Boy Williamson, muchos de los cuales jamás habían actuado fuera de Estados Unidos. Los festivales tuvieron una gran cobertura mediática y contribuyeron a popularizar la música blues en Europa.

## Inicios
El periodista y productor alemán Joachim-Ernst Berendt fue quien tuvo la idea de llevar hasta Europa, intérpretes afromericanos de blues. El Jazz había sido muy popular, él estaba ganando terreno rock and roll y ambos estilos derivaban directamente de la música blues. Berendt pensó que la audiencia europea se interesaría por ver en directo a estos artistas.
Los promotores Horst Lippmann y Fritz Rau hicieron la idea realidad. Contactaron con Willie Dixon, un influyente bajista y compositor de Chicago, que les dio acceso a la cultura blues del Sur de Estados Unidos El primer festival se llevó a cabo en 1962, y continuó celebrandose anualmente hasta 1972. Tras un paréntesis de ocho años, se retomó en 1980 hasta su última edición, que tuvo lugar en 1985.

## Audiencias
Los conciertos contaron con la presencia de los más reputados músicos de blues de los años 60, como Muddy Waters, Howlin' Wolf, Willie Dixon, John Lee Hooker y Sonny Boy Williamson, algunos actuaron con combinaciones únicas como T-Bone Walker que tocó la guitarra para el pianista Memphis Slim, Otis Rush con Junior Wells o Sonny Boy Williamson con Muddy Waters. 
Entre la audiencia de 1962 en Mánchester, la primera edición del festival en suelo británico, se encontraban Mick Jagger, Keith Richards, Brian Jones y Jimmy Page. En Londres, músicos como Eric Burdon, Eric Clapton y Steve Winwood admitieron la influencia que este festival tuvo en sus carreras, siendo el inicio de los primeros movimientos hacia lo que poco después se conoció como la British Invasion.
La visita a Londres de Sonny Boy Williamson para el festival de 1963, le llevó a pasar un año en Europa y a grabar el álbum Sonny Boy Williamson and The Yardbirds, y a colaborar con The Animals.

### Blues and Gospel Train
El 7 de mayo de 1964, Granada Television emitió Blues and Gospel Train, un programa en directo dirigido por John Hamp presentando a Muddy Waters, Sonny Terry y Brownie McGhee, Sister Rosetta Tharpe, Rev. Gary Davis, Cousin Joe y Otis Spann.  El programa fue grabado en la antigua estación de trenes de Wilbraham que fue transformada para la ocasión en una estación al estilo del Sur de Estados Unidos. La actuación tuvo que ser interrumpida por un fuerte aguacero justo después de que la cantante Sister Rosetta Tharpe interpretara el tema de gospel "Didn't It Rain".

## Intérpretes
Por las diferentes ediciones de los festivales American Folk Blues pasaron figuras como Muddy Waters, Sonny Boy Williamson, John Lee Hooker, Sippie Wallace, T-Bone Walker, Sonny Terry & Brownie McGhee, Memphis Slim, Otis Rush, Lonnie Johnson, Eddie Boyd, Big Walter Horton, Junior Wells, Big Joe Williams, Mississippi Fred McDowell, Willie Dixon, Otis Spann, Big Mama Thornton, Bukka White, Howlin' Wolf (con una banda compuesta por Sunnyland Slim, Hubert Sumlin, Willie Dixon y el batería Clifton James), Champion Jack Dupree, Son House, Skip James, Sleepy John Estes, Little Brother Montgomery, Victoria Spivey, J. B. Lenoir, Little Walter, Carey Bell, Louisiana Red, Lightnin' Hopkins, Joe Turner, Buddy Guy, Magic Sam, Lee Jackson, Matt "Guitar" Murphy, Roosevelt Sykes, Doctor Ross, Koko Taylor, Hound Dog Taylor, Archie Edwards, Helen Humes y Sugar Pie DeSanto.

## Discografía
Muchos de los conciertos fueron grabados y publicados.
Álbumes oficiales:
- American Folk Blues Festival, 1962–1968
- The Lost Blues Tapes (1993)
- Blues Giants
- American Folk Blues Festival 1970

Ediciones en DVD:
- The American Folk Blues Festival 1962–1966, Vols 1–3 (grabado en directo en los estudios de radio y televisión de la ARD en Baden-Baden y en radiotelevisión nacional danesa.
- American Folk-Blues Festival: The British Tours 1963–1966